# (2083) Smither
(2083) Smither es un asteroide perteneciente al cinturón interior de asteroides descubierto por Eleanor Francis Helin desde el observatorio del Monte Palomar, Estados Unidos, el 29 de noviembre de 1973.

## Designación y nombre
Smither recibió inicialmente la designación de 1973 WB.
Más adelante se nombró en honor del astrónomo estadounidense John C. «Smither» Smith.

## Características orbitales
Smither orbita a una distancia media del Sol de 1,872 ua, pudiendo alejarse hasta 1,968 ua y acercarse hasta 1,776 ua. Tiene una inclinación orbital de 18,45° y una excentricidad de 0,05124. Emplea en completar una órbita alrededor del Sol 935,5 días.
Smither forma parte del grupo asteroidal de Hungaria.